# Milótopos (Pýli, Tríkala)
 (juin 2025).
Milótopos (grec moderne : Μηλότοπος) est une localité située dans le dème des Pýli, dans le district régional de Tríkala, dans la périphérie de Thessalie, en Grèce.
Selon le recensement de 2021, elle compte 6 habitants.